# 狼毒花
狼毒花（學名：Stellera chamaejasme），别名川狼毒、续毒、山蘿蔔、悶花頭、熱加巴、一掃光、搜山虎、一把香、藥蘿蔔、生扯攏、紅火柴頭花、猴子根、斷腸草，乃瑞香科狼毒属植物。
狼毒的根系较大，生长于草原，是草原退化的标志。

## 性味用途
中医学典籍中，《神農本草經》稱：「味辛、平。主治咳逆上氣，破積聚飲食，寒熱水氣，惡瘡鼠瘺疽蝕，鬼精蠱毒，殺飛鳥走獸。一名續毒。生山谷。」《藥性論》稱：「味苦、辛，有毒。治痰飲，癥瘕。」
其根行水、消积、杀虫药，但液汁有大毒，多为外用，内服宜慎用。狼毒的根是製作藏紙的重要原料，其毒性使得藏紙不被蟲蛀、鼠咬，能保持千年。狼毒大戟茎叶的浸出液可防治螟虫、蚜虫等。

## 外部連結
- 瑞香狼毒 Ruixianglangdu （页面存档备份，存于） 藥用植物圖像數據庫 (香港浸會大學中醫藥學院) （中文）（英文）
- 狼毒 中藥材圖像數據庫  (香港浸會大學中醫藥學院) （中文）（英文）
- 狼毒 Lang Du （页面存档备份，存于） 中藥標本數據庫 (香港浸會大學中醫藥學院) （繁體中文）（英文）
- 生狼毒 Sheng Lang Du （页面存档备份，存于） 中藥標本數據庫 (香港浸會大學中醫藥學院) （繁體中文）（英文）